# Парастаев, Олег Заурович
Оле́г Зау́рович Параста́ев (осет. Пӕрӕстаты Зауыры фырт Олег; 11 августа 1958, Москва — 20 июня 2020, Софрино, Московская область) — советский и российский рок-музыкант, клавишник, участник групп «Альянс», «НРГ» («Новая Русская Группа»). Получил широкую известность как автор песни «На заре» (1986).

## Биография

### Ранние годы
Родился	11 августа 1958 года в Москве, осетинского происхождения. Проживал с родителями на Арбате в комнате площадью 6 квадратных метров дома с печным отоплением.
В 1980-х годах занимался фарцовкой.

### «Альянс»
Осенью 1986 года Парастаев присоединяется к группе «Альянс» и пишет композицию «На заре». Благодаря Парастаеву у группы появились приличные инструменты. Коллектив выступает на «Фестивале надежд», на «Рок-панораме-87» и начинает выступать на стадионах в сборных концертах студии «Рекорд». В качестве клавишника выходил на сцену в камуфляже (образ десантника) и краской из пульверизатора писал название группы на ватмане. Позже, благодаря появившемуся видео исполнения песни «На заре» 1987 года с телемоста «Москва — Ленинград. Рок и вокруг него» (данное исполнение не было тогда показано в эфире), получил известность образ «усатого клавишника в бейсболке», где Парастаев предстал в ультра-модном стиле из гавайской рубашки, кепки «police» и узких футуристических солнцезащитных очков. По словам Парастаева, никакого продуманного имиджа не существовало: «Никаких стилистов у нас не было. Такое время было: что достанешь, то и наденешь. Брюки и рубашку купил у фарцовщика, очки одолжил у знакомой стюардессы».
Альянс Игоря Журавлёва и Олега Парастаева продержался до 1988 года и распался, когда Журавлёв решил сменить звучание группы в сторону рок-музыки, чему Парастаев, планировавший продолжать работать в духе «новой волны», воспротивился и покинул коллектив.

### «Новая русская группа»
После ухода из «Альянса» Олег Парастаев собрал свой собственный проект — музыкальный коллектив «Новая русская группа» («НРГ»).
При поддержке Игоря Замараева Парастаев пригласил в группу клавишника и гитариста Дмитрия Осетрова и вокалиста Сергея Быкова. На роль вокалиста также пробовались Игорь Орденов (дебютный клип «Время зовёт меня»), Сергей Пенкин и Дмитрий Маликов. Из ФРГ Парастаев привёз инструменты — синтезатор Ensoniq VFX-SD и драм-машину Roland R-8. Композиции «Проснись», «Время зовёт меня» и «Мой светлый день» приносят группе определённую известность. В конце 1989 года «НРГ» начинает работать в программах «Театра Аллы Пугачёвой». В 1990 году на фирме «Мелодия» выходит пластинка, на одной стороне которой записана группа «Альянс», а на другой — «НРГ»; на худсовете, посвящённому выпуску этой пластинки, Парастаева поддержал поэт Игорь Шаферан.
По предложению главного редактора фирмы «Мелодия» Юрия Потеенко «НРГ» записывают несколько песен в профессиональных условиях; партии гитары в этих записях исполнил Игорь Журавлёв. Готовится к выпуску дебютный альбом «1,5». Однако события августа 1991 года повлияли на планы музыкантов — на фирме «Мелодия» теряется мастер-запись альбома, а также видеоклип на песню «Проснись!». Парастаев уходит из музыки; Сергей Быков выступал с репертуаром «НРГ» до 1993 года.
Парастаев выступил в качестве основного продюсера альбома «Альянса» «Сделано в белом».
В начале 2000-х была попытка возрождения «НРГ» с вокалистом Виталием Гасаевым (участником команды КВН «Дети лейтенанта Шмидта»).

### Последние годы
В 2003 году Парастаев возобновляет сотрудничество с Журавлёвым. Был выпущен видеоклип «Вечное слово».
В 2018 году Парастаев совместно с фирмой «Maschina Records» начинает работать над изданием полного каталога групп «Альянс» и «НРГ» и параллельно создаёт канал на Youtube. В апреле 2019 года Парастаев опубликовал редкую версию клипа «На заре» группы «Альянс», снятую в 1987 году, которая приобрела статус «вирусного видео». В том же месяце вышел альбом «Хочу летать!», который стал первым релизом коллектива за последние 25 лет. Все песни написаны Олегом Парастаевым (посвятившим альбом своей матери и своей супруге), Игорь Журавлёв выступил продюсером альбома. От концертных выступлений Олег отказался по состоянию здоровья. Парастаев и Журавлёв дают интервью Михаилу Козыреву на телеканале «Дождь», а также участвуют в выпуске Youtube-передачи «По студиям» DJ DimixeR, посвящённой песне «На заре».
После выпуска альбома творческие пути Парастаева и Журавлёва вновь разошлись. Олег создаёт проект «На Заре 2020» вместе с Сергеем Арутюновым записывает новую версию своего главного хита при участии DJ DimixeR.

### Смерть
Олег Парастаев умер 20 июня 2020 года, в 5 часов утра, в возрасте 61 года на своей даче в подмосковном Софрино. Семья Парастаевых посвящает ему видеоклип на песню «Без тебя» с альбома «Хочу летать!»; также выходит видеоклип на готовившуюся к выпуску песню «Бронзовые сны» в исполнении Сергея Минаева.
Похоронен на кладбище в посёлке Вёшки (городской округ Мытищи).

## Семья
Жена — Ирина. Пятеро детей. В 2018 году чете Парастаевых был вручён почётный знак «Родительская слава города Москвы».